# Vicente Francisco
Vicente J. Francisco (Cavite, 19 juli 1891 - 19 juli 1974) was een Filipijns jurist en politicus. Francisco stond bekend als een van de beste Filipijnse juristen uit zijn tijd. Hij was een van de leden van de Constitutionele Conventie van 1934 en was van 1946 tot 1949 lid van de Senaat van de Filipijnen.

## Biografie
Vicente Francisco werd geboren op 19 juli 1891 in Cavite in de gelijknamige Filipijnse provincie Cavite. Zijn ouders waren Bibiano Francisco en Josefa Santos. Hij voltooide in 1914 een bachelor-opleiding rechten aan de Escuela de Derecho in Manilla. Nadien vertrok hij naar de Verenigde Staten voor vervolgonderwijs. Francisco was onder meer decaan van de rechtenfaculteit van de University of Manila en president van de Lawyer's League of the Philippines. Hij schreef vele boeken en papers over recht en was eigenaar van de East Publishing Company, waarmee hij meer dan 100 boeken uitbracht. Ook was hij tot aan zijn dood jarenlang uitgever en redacteur van het juridisch maandblad "Lawyer's Journal". In 1934 was hij een van de delegatieleden van de Constitutionele Conventie. Hij had als voorzitter van de commissie voor de rechterlijke macht veel invloed op de vorming en inrichting van de rechterlijke macht van het Gemenebest van de Filipijnen.
In 1946 werd Francisco namens de Liberal Party met het grootste aantal stemmen gekozen in de Senaat van de Filipijnen. Na zijn verkiezingen werd hij door zijn collega's in de Senaat gekozen tot leider van de meerderheid. In de Senaat was hij verantwoordelijk voor vele wetsvoorstellen, waaronder Act 52, waarmee het Hof van beroep opnieuw werd opgericht. Bij de verkiezingen van 1949 deed Francisco als running mate van Jose Avelino een gooi naar het vicepresidentschap van de Filipijnen. Hij behaalde met 1,73% van de stemmen veel minder dan winnaar Fernando Lopez.
In 1950 richtte Francisco het Francisco College op. Dit college waar een rechtenopleiding kon worden gevolgd was gevestigd aan Taft Avenue in de Filipijnse hoofdstad Manilla. In 1957 begon hij de Francisco School in Baesa, Quezon City. Deze school richtte zich op secundair onderwijs voor scholieren uit armere milieus. In 1962 werd de school uitgebreid met een afdeling voor lagere school onderwijs.
Francisco overleed in 1974 op zijn 83e verjaardag. Hij was getrouwd met Maria Jalbuena. Hun zoon Ricardo Francisco was van 1995 tot 1998 rechter van het Hooggerechtshof van de Filipijnen.